# Apprestamento protettivo
Apprestamento protettivo è il termine generico che identifica le strutture impiegate in agricoltura per la forzatura o la semi-forzatura delle colture (serra, tunnel, campane, ecc.).
devono avere diversa semplicità nelle strutture di ritegno (metallo, legno, cemento) e nei materiali impiegati per la copertura (vetro, materiali gommosi rigidi o flessibili).